# Listă de filme Bollywood din 2001
Aceasta este o listă de filme în limba hindi (Bollywood, industrie cu sediul în Mumbai) din 2001:

## 2001
| Titlu                               | Regizor                 | Distribuție                                                                                     | Gen                             |
| ----------------------------------- | ----------------------- | ----------------------------------------------------------------------------------------------- | ------------------------------- |
| Abhay                               | Suresh Krishna          | Kamal Hassan, Manisha Koirala, Raveena Tandon                                                   | Thriller                        |
| Aamdani Atthani Kharcha Rupaiyaa    | K. Raghavendra Rao      | Govinda, Juhi Chawla, Johnny Lever, Tabu, Isha Koppikar                                         | Family Drama                    |
| Aashiq                              | Indra Kumar             | Bobby Deol, Karisma Kapoor                                                                      | Action Comedy                   |
| Afsana Dilwalon Ka                  | J. Om Prakash           | Rahul Roy, Ashish Kaul, Juni                                                                    | Romance                         |
| Ajnabee                             | Abbas Mustan            | Bobby Deol, Akshay Kumar, Kareena Kapoor, Bipasha Basu                                          | Thriller, Suspense, Crime       |
| Aks                                 | Rakeysh Omprakash Mehra | Amitabh Bachchan, Raveena Tandon, Manoj Bajpai, Nandita Das                                     | Thriller, Horror                |
| Albela                              | Deepak Sareen           | Govinda, Aishwarya Rai, Namrata Shirodkar, Jackie Shroff                                        | Romance                         |
| Asoka                               | Santosh Sivan           | Shahrukh Khan, Ajith Kumar, Kareena Kapoor, Hrishita Bhatt                                      | History                         |
| Avgat                               | Mohan Sharma            | Ajinkya Dev, Nethra Raghuraman, Sayaji Shinde, Rohini Hattangadi                                | Drama                           |
| Ayurveda: Art of Being              |                         |                                                                                                 |                                 |
| Bas Itna Sa Khwaab Hai              | Goldie Behl             | Abhishek Bachchan, Rani Mukerji, Sushmita Sen, Jackie Shroff                                    | Drama, Romance, Social          |
| Bengal Tiger                        |                         | Mithun Chakraborty, Shakti Kapoor                                                               | Action                          |
| Bhago Boot                          |                         |                                                                                                 |                                 |
| Bhairav                             |                         | Mithun Chakraborty                                                                              |                                 |
| Bollywood Bound                     |                         |                                                                                                 |                                 |
| Bombay Eunuch                       |                         |                                                                                                 |                                 |
| Bombay Girls                        |                         |                                                                                                 |                                 |
| Censor                              |                         |                                                                                                 |                                 |
| Chandni Bar                         | Madhur Bhandarkar       | Tabu, Atul Kulkarni                                                                             | Drama                           |
| Chhupa Rustam: A Musical Thriller   | Aziz Sejawal            | Sanjay Kapoor, Mamta Kulkarni, Manisha Koirala                                                  | Thriller                        |
| Choo Lenge Akash                    | Virendra Saini          | Puru Chibber, Pankaj Jha, Parikshat Sahni, Abhishek Sharma                                      | Drama                           |
| Chori Chori Chupke Chupke           | Abbas Mustan            | Salman Khan, Rani Mukerji, Preity Zinta                                                         | Drama, Romance, Musical, Social |
| Daman: A Victim of Marital Violence | Kalpana Lajmi           | Raveena Tandon, Raima Sen, Sanjay Suri, Sayaji Shinde                                           | Drama                           |
| Dattak                              | Gul Bahar Singh         | Rajit Kapoor, Anjan Srivastav, A. K. Hangal, Kruttika Desai                                     |                                 |
| Daughters of This Century           |                         |                                                                                                 |                                 |
| Deewaanapan                         |                         | Arjun Rampal, Diya Mirza                                                                        | Drama, Romance                  |
| Devi Durga Shakti                   |                         |                                                                                                 |                                 |
| Dil Chahta Hai                      | Farhan Akhtar           | Aamir Khan, Saif Ali Khan, Akshaye Khanna, Preity Zinta, Dimple Kapadia, Sonali Kulkarni        | Drama, Comedy, Romance, Musical |
| Dil Ne Phir Yaad Kiya               |                         | Govinda, Tabu, Pooja Batra                                                                      | Romance                         |
| Divya Drishti                       |                         |                                                                                                 |                                 |
| Ehsaas: The Feeling                 |                         | Sunil Shetty, Neha                                                                              | Drama                           |
| Ek Rishtaa: The Bond of Love        | Suneel Darshan          | Amitabh Bachchan, Raakhee, Akshay Kumar, Karisma Kapoor, Juhi Chawla, Shakti Kapoor             | Family Drama                    |
| Farz                                | Raj Kanwar              | Sunny Deol, Preity Zinta                                                                        | Action, Romance                 |
| Gadar: Ek Prem Katha                | Anil Sharma             | Sunny Deol, Amisha Patel, Amrish Puri                                                           | Drama, War, Romance, Action     |
| Grahan                              | Shashilal K. Nair       | Jackie Shroff, Manisha Koirala, Anupama Verma                                                   | Romance                         |
| Gumnam Qatil                        |                         |                                                                                                 |                                 |
| Guru Mahaaguru                      |                         |                                                                                                 |                                 |
| Hadh: Life on the Edge of Death     |                         |                                                                                                 |                                 |
| Hello Girls                         |                         |                                                                                                 |                                 |
| Hum Deewane Pyar Ke                 |                         |                                                                                                 |                                 |
| Hum Ho Gaye Aapke                   | Agathiyan               | Fardeen Khan, Reema Sen                                                                         | Romance                         |
| Husn Ke Lootere                     |                         |                                                                                                 |                                 |
| Indian                              | N. Maharajan            | Sunny Deol, Shilpa Shetty, Malaika Arora Khan                                                   | Action                          |
| Inteqam                             |                         |                                                                                                 |                                 |
| Ittefaq                             | Sanjay Khanna           | Sunil Shetty, Pooja Batra                                                                       | Action, Drama, Thriller         |
| Jang Aur Aman                       |                         |                                                                                                 |                                 |
| Jeetenge Hum                        |                         |                                                                                                 |                                 |
| Jodi No.1                           | David Dhawan            | Sanjay Dutt, Govinda, Twinkle Khanna, Monica Bedi                                               | Comedy                          |
| Kabhi Khushi Kabhie Gham...         | Karan Johar             | Amitabh Bachchan, Jaya Bachchan, Shahrukh Khan, Kajol, Hrithik Roshan, Kareena Kapoor           | Drama, Romance, Family          |
| Kasam                               | Shibu Mitra             | Sunny Deol, Chunky Pandey                                                                       | Action                          |
| Kasoor                              | Vikram Bhatt            | Lisa Ray, Aftab Shivdasani, Divya Dutta                                                         | Thriller                        |
| Kuch Khatti Kuch Meethi             | Rahul Rawail            | Sunil Shetty, Kajol, Rishi Kapoor, Rati Agnihotri                                               | Comedy, Drama                   |
| Kyo Kii Main Jhuth Nahin Bolta      | David Dhawan            | Govinda, Sushmita Sen                                                                           | Comedy, Romance                 |
| Lagaan: Once Upon a Time in India   | Ashutosh Gowariker      | Aamir Khan, Gracy Singh, Rachel Shelley, Toby Stephens                                          | Drama, Musical, Social          |
| Lagi Shaarth                        |                         |                                                                                                 |                                 |
| Lajja                               | Rajkumar Santoshi       | Manisha Koirala, Rekha, Madhuri Dixit, Jackie Shroff, Anil Kapoor, Mahima Chaudhry, Ajay Devgan | Drama, Romance, Musical, Crime  |
| Love Ke Liye Kuchh Bhi Karega       | E. Niwas                | Saif Ali Khan, Fardeen Khan, Aftab Shivdasani, Twinkle Khanna, Sonali Bendre                    | Comedy                          |
| Master                              |                         |                                                                                                 |                                 |
| Maya                                |                         |                                                                                                 |                                 |
| Mitti                               |                         |                                                                                                 |                                 |
| Moksha: Salvation                   | Ashok Mehta             | Manisha Koirala, Arjun Rampal                                                                   | Drama                           |
| Mujhe Kucch Kehna Hai               | Satish Kaushik          | Tusshar Kapoor, Kareena Kapoor, Rinke Khanna                                                    | Comedy                          |
| Mujhe Meri Biwi Se Bachaao          | Harry Baweja            | Naseeruddin Shah, Rekha, Arshad Warsi, Suman Ranganathan                                        | Comedy, Family                  |
| Nayak: The Real Hero                | S. Shankar              | Anil Kapoor, Rani Mukerji, Paresh Rawal, Amrish Puri, Johny Lever                               | Drama                           |
| Officer                             | Naeem Sha               | Sunil Shetty, Raveena Tandon                                                                    | Action                          |
| One 2 Ka 4                          | Shashilal K. Nair       | Shahrukh Khan, Juhi Chawla, Jackie Shroff                                                       | Action, Romance                 |
| Paagalpan                           | Aruna Irani             | Karan Nath, Aarti Agarwal                                                                       | Romance                         |
| Pyaar Ishq Aur Mohabbat             | Rajiv Rai               | Sunil Shetty, Arjun Rampal, Aftab Shivdasani, Isha Koppikar, Kirti Reddy                        | Romance                         |
| Pyaar Tune Kya Kiya                 | Rajat Mukherjee         | Urmila Matondkar, Fardeen Khan, Sonali Kulkarni                                                 | Drama, Romance, Thriller        |
| Pyaar Zindagi Hai                   |                         |                                                                                                 |                                 |
| Rahul                               | Prakash Jha             | Neha, Jatin Grewal, Rajeshwari Sachdev                                                          | Drama                           |
| Rehnaa Hai Terre Dil Mein           | Gautham Menon           | Saif Ali Khan, Dia Mirza, R. Madhavan                                                           | Romance                         |
| Shaadicom                           |                         |                                                                                                 |                                 |
| Shere Punjab                        | Sunny Deol              | Mallika Sherawat                                                                                |                                 |
| Shirdi Sai Baba                     |                         |                                                                                                 |                                 |
| Style                               | N. Chandra              | Sahil Khan, Sharman Joshi, Riya Sen, Tara Deshpande                                             | Romance                         |
| Tamboo Mein Bamoo                   |                         |                                                                                                 |                                 |
| Tera Mera Saath Rahen               | Mahesh Manjrekar        | Ajay Devgan, Sonali Bendre, Namrata Shirodkar                                                   | Drama                           |
| Tum Bin - Love Will Find a Way      | Anubhav Sinha           | Priyanshu Chatterjee, Himanshu Malik, Sandali Sinha, Rakesh Bapat                               | Romance                         |
| Uljhan                              | Rajan Johri             | Puru Raajkumar, Dipti Bhatnagar, Kanchan                                                        |                                 |
| Valon Ja Varjon Huoneet             |                         |                                                                                                 |                                 |
| Veer Savarkar                       |                         |                                                                                                 |                                 |
| The Warrior                         |                         | Irrfan Khan                                                                                     |                                 |
| Yaadein                             | Subhash Ghai            | Hrithik Roshan, Kareena Kapoor, Jackie Shroff, Amrish Puri                                      | Romance, Drama                  |
| Yeh Raaste Hain Pyaar Ke            | Deepak S. Shivdasani    | Ajay Devgan, Madhuri Dixit, Preity Zinta, Sunny Deol                                            | Drama                           |
| Yeh Teraa Ghar Yeh Meraa Ghar       | Priyadarshan            | Sunil Shetty, Mahima Chaudhry                                                                   | Drama                           |
| Yeh Zindagi Ka Safar                | Tanuja Chandra          | Amisha Patel, Jimmy Shergill                                                                    |                                 |
| Zubeidaa                            | Shyam Benegal           | Karisma Kapoor, Rekha, Manoj Bajpai, Amrish Puri, Lilette Dubey                                 | Drama                           |